# تورلی (اکلاهما)
تورلی(به انگلیسی: Turley) شهری در ایالت اکلاهما کشور ایالات متحده آمریکا است که جمعیت آن در سرشماری سال ۲۰۱۰ میلادی، ۲٬۷۵۶ نفر بوده‌است.